# Psathyranthus
Psathyranthus es un género monotípico de arbustos  perteneciente a la familia Loranthaceae. Su única especie: Psathyranthus amazonicus Ule, es originaria de Brasil. Fue descrita por Ernst Heinrich Georg Ule y publicado en Verhandlungen des Botanischen Vereins für die Provinz Brandenburg und die Angrenzenden Länder  48: 156 en el año 1906.

## Sinonimia
- Psittacanthus amazonicus (Ule) Kuijt[1]